# Esport electrònic

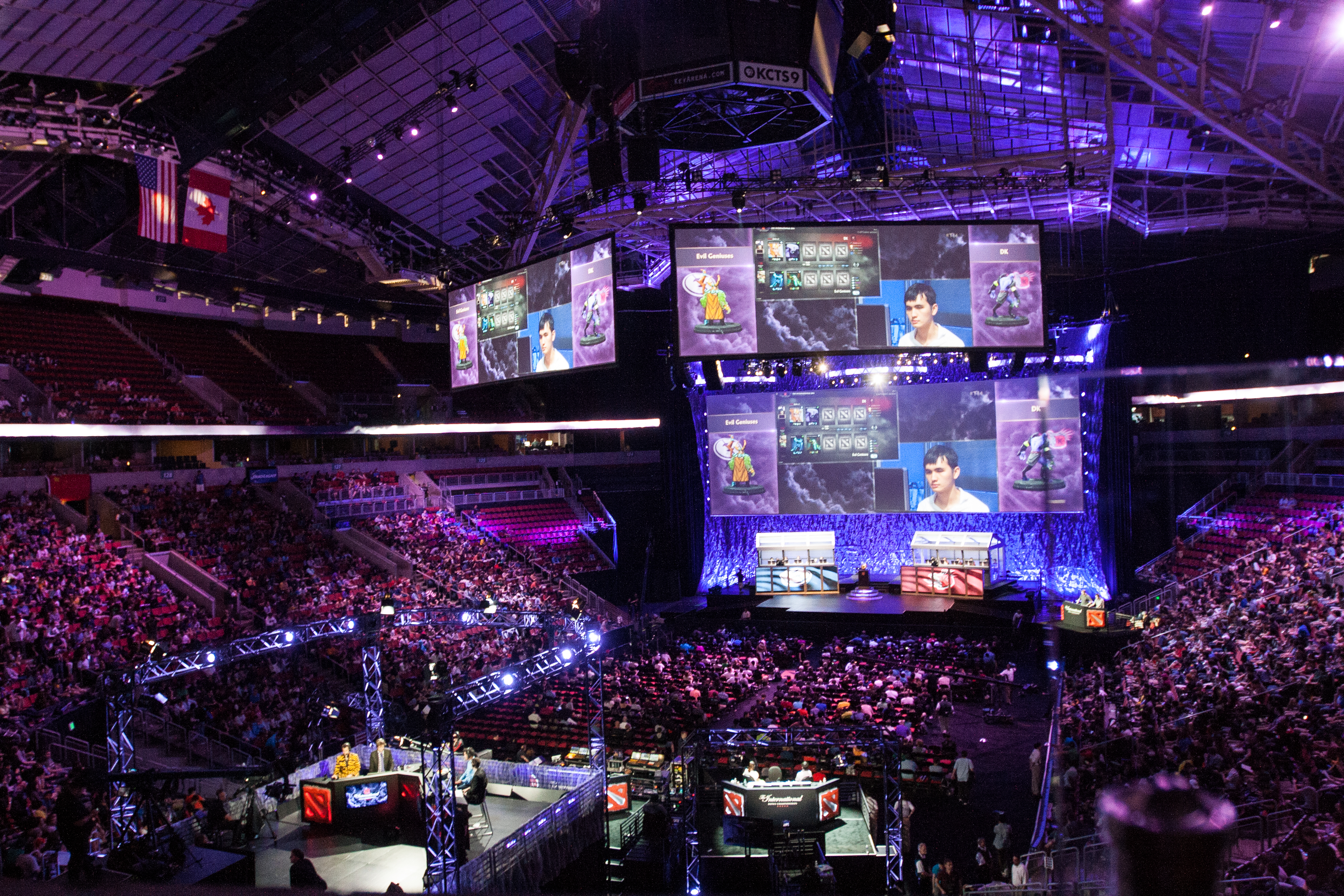
Campionat de Dota 2 anomenat The International 2014 a KeyArena a Seattle

eSports (esports electrònics en català) és com s'anomenen les competicions realitzades a través de sistemes electrònics, normalment de videojocs. Quan parlem d'eSports, ho fem referint-nos a competicions organitzades de videojocs multijugador, normalment produïdes entre jugadors professionals. Els gèneres de videojocs normalment associats amb els eSports són els d'estratègia a temps real, els de lluita, els videojocs de tir en primera persona, i els multijugador en línia en camp de batalla (MOBA). Tornejos tals com The International, el League of Legends World Championship, el Battle.net World Championship Series, el Evolution Championship Series i el Intel Extreme Masters, proporcionen transmissions en temps real de les competicions, i premien als competidors amb premis en metàl·lic.
Encara que les competicions organitzades tant en línia com fora de línia han estat durant molt de temps part de la cultura del videojoc, la participació i el visionament de tals competicions han vist augmentada la seva popularitat des de finals del 2000 i principis del 2010. Mentre que les competicions dels voltants del 2000 eren majoritàriament entre amateurs, la proliferació de competicions professionals i la creixent audiència, ara donen suport a un nombre significant de jugadors professionals i equips, i molts desenvolupadors de videojocs ara construeixen els seus jocs tenint en compte les seves característiques per tal de facilitar la competició.
A mitjans de la dècada del 2010, els títols més exitosos en les competicions professionals de videojocs varen ser els jocs multijugador en línia en camp de batalla (MOBA), Dota 2 i League of Legends, i el joc de tir en primera persona Counter-Strike: Global Offensive. Altres jocs amb una popularitat i guanys significatius foren Smite, StarCraft II, Call of Duty, Heroes of the Storm, Hearthstone i Overwatch.
S'estima que el 2013 aproximadament 71.500.000 persones d'arreu del món van veure partides competitives. La creixent disponibilitat de plataformes de reproducció en línia, en particular Twitch.tv, s'han convertit en l'eix central del creixement i promoció de les competicions d'eSports. Demogràficament, Major League Gaming informà que l'audiència està formada aproximadament per un 85% d'homes i un 15% de dones, amb un 60% de l'audiència situada en la franja d'edat entre els 18 i 34. Relacionat a aquesta majoria masculina apreciable, les jugadores femenines són subjectes al sexisme i estereotips negatius dins la indústria. Malgrat això, algunes dones de dins dels eSports tenen l'esperança que aquests problemes seran superats progressivament.
Corea del Sud té diverses organitzacions d'eSports establertes, que hi han llicenciat a jugadors professionals des del 2000. El reconeixement de les competicions d'eSports fora de Corea del Sud, però ha estat més lent. No va ser fins al 2013, que el jugador canadenc del League of Legends Danny "Shiphtur" Lee es convertí en el primer jugador professional que va rebre als Estats Units d'Amèrica la visa P-1A, una categoria designada per a "Atletes Internacionals Reconeguts". Junt amb Corea del Sud, la majoria de competicions tenen lloc a Europa, Amèrica del Nord i la Xina. Tot i el gran mercat que hi ha en qüestió de videojocs, els eSports al Japó estan relativament subdesenvolupats, cosa que s'ha atribuït en gran manera a les seves polítiques contra les apostes.
Durant la segona dècada del segle xxi, els eSports han crescut de manera molt destacable, provocant un gran increment tant en audiència com en diners dels premis. Per exemple, en setembre de 2006 FUN Technologies Worldwide Webgames Championship consistí en 71 competidors de videojocs regulars i un premi d'1.000.000 $. Encara que els grans campionats foren fundats abans del segle xxi, el nombre i l'àmbit d'aquests s'ha incrementat significativament, anant de 10 tornejos el 2000 a quasi 260 el 2010. Destaca que la Universitat de Pikeville fou la segona universitat en donar beques per a jugadors professionals del videojoc League of Legends.
El mercat global d'eSports va generar 325 milions de dólars d'ingressos i s'espera que generi 493 milions de dólars al 2016. L'audiència mundial dels eSports al 2015 va ser de 226 milions de persones. A Espanya destacà el 2014 torneig europeu Tenerife Lan Party de League of Legends, on participaren 115 equips i el premi era de 15.000 euros.

## Història

### Primers anys (1972-1989)
La primera competició de videojocs coneguda va donar-se a la Universitat Stanford el 19 d'octubre del 1972, on els estudiants van poder participar en unes “Olimpíades intergaláctiques de Spacewar!”, en les quals el primer premi va ser un any de subscripció gratuïta a la revista Rolling Stone. Aquestes van tenir com a guanyador de la modalitat individual i Tovar i Robert E. Mass la modalitat per equips. El Campionat de Space Invaders celebrat el 1980 organitzat per la companyia Atari, va ser la primera competició de videojocs a gran escala, amb més de 10.000 participants procedents de diversos estats dels Estats Units, establint la competició de videojocs com una afició més.
L'estiu del 1980, Walter Day va fundar una organització anomenada Twin Galaxies, que va ser l'encarregada de mantenir un registre amb les puntuacions més altes del joc. L'organització va continuar ajudant a promoure els videojocs i publicant els seus llistats en publicacions tals com el “Llibre Guiness dels Rècords”, i el 1983 va crear l'Equip Nacional de Videojocs dels Estats Units. Aquest equip va estar involucrat en diverses competicions, tals com el Video Game Masters Tournament del Guinness World Records i va patrocinar el torneig del North American Video Game Challenge.
Durant els anys 70 i 80, tant els jugadors com els tornejos de videojocs es van començar a publicar en llocs web i revistes populars, tals com Life i Time. Un dels jugadors de videojocs arcade clàssics és Billy Michell, que va aconseguir ser el jugador amb les puntuacions més altres en sis videojocs diferents, incloent-hi el Pac-Man i el Donkey Kong en el “Llibre Guiness dels Rècords” de 1985. Durant aquest període es van emetre alguns eSports per televisió, com el programa americà Starcade que entre el 1982 i el 1984 va emetre un total de 133 episodis, on els concursants intentaven batre els rècords de puntuació dels altres en jocs d'arcade. Dins del programa de televisió es va incloure un torneig anomenat “That’s Incredible”, i altres tornejos van aparèixer com a part de l'argument de diverses pel·lícules, com Tron, de 1982.

### Videojocs en línia (1990-1999)
Durant els anys noranta, molts videojocs es van beneficiar de la creixent incorporació d'internet a les llars, especialment els jocs d'ordinador. Per exemple, el joc de 1988 Netrek fou un joc d'internet en el qual podien jugar fins a 19 jugadors alhora, escrit amb programari de codi obert i sent un joc multiplataforma. Netrek va ser el tercer joc d'internet, el primer a usar metaservidors per localitzar servidors de joc oberts, i el primer a tenir informació d'usuari persistent. El 1993 va ser acreditat per Wired Magazine com “el primer joc d'esports en línia”.
Durant els noranta van donar-se grans tornejos d'eSports, tals com el Nintendo World Championships que va fer un tour per tots els Estats Units, per al final fer la final a l'estat de California al Universal Studios de Hollywood. Nintendo va fer el segon World Championship al 1994 per la Super Nintendo, també coneguda com a SNES, campionat que van anomenar Nintendo PowerFest’94. Hi van haver 132 finalistes que van jugar les finals a San Diego, California, on Mike Iarossi va emportar-se el primer premi.
Blockbuster Video també va organitzar el seu propi Campionat Mundial de Videojocs a principis dels anys 90, junt amb la revista GamePro. Només ciutadans provinents dels Estats Units, Canadà, el Regne Unit, Austràlia i Xile van poder competir en el torneig. Alguns dels jocs que es van jugar van ser NBA Jam i Virtua Racing.
Durant l'època es van emetre alguns programes de televisió d'eSports, tals com GamesMaster i Bad Influence! al Regne Unit o A*mazing a Austràlia, en el qual es mostraven dos nens competint en diversos jocs de Nintendo per tal de guanyar punts.
Altres campionats de final de la dècada foren el Cyberathlete Professional League (CPL), QuakeCon, i la Professional Gamers League. Els jocs d'ordinador en els quals es competia en la CPL eren la saga de Counter-Strike, la saga de Quake i el Warcraft.

### Tornejos globals (2000-actualitat)
Alguns pensen que ell creixement dels eSports a Corea del Sud es va veure influenciat per la massiva incorporació a les llar d'Internet que va seguir la crisi financera asiàtica del 1997. La gran quantitat de gent a l'atur va provocar que aquests busquessin altres coses a fer mentre no tenien una feina. A aquest creixement el va acompanyar el predomini dels locutoris i centres gaming de l'estil Komany, coneguts com a PC bang. L'Associació Coreana d'Esports Electrònics, una branca del Ministeri de Cultura, Esports i Turisme, va ser fundada l'any 2000 per promoure i regular els eSports en el país.
En la segona meitat de la dècada del segle xxi, els eSports han patit un creixement extraordinari, tant en espectadors com en els premis monetaris per als competidors. Encara que es van organitzar grans tornejos abans del segle xxi, el nombre de tornejos ha crescut significantment durant els últims anys, passant d'aproximadament 10 tornejos al 2000 a uns 260 al 2010. Molts dels tornejos més importants van ser fundats durant aquest període, inclòs el World Cyber Games, el Intel Extreme Masters i la Major League Gaming. La proliferació de tornejos va anar inclosa la experimentació amb altres competicions fora dels gèneres tradicionals dels eSports. Per exemple, al setembre del 2006, el FUN Technologies Worldwide Webgames Championship, van participar un total de 71 competidors que van jugar a videojocs casuals per un premi d'un milió de dòlars.
A l'abril del 2006 es va formar la federació G7 teams, formada pels set millors equips de Counter-Strike. El propòsit d'aquesta organització era incrementar l'estabilitat en el món dels eSports, en particular de les transferències de jugadors i la feina amb les lligues i organitzacions. Els membres fundadors foren 4 Kings, Fnatic, Made in Brasil, Mousesports, NiP, SK-Gaming i Team 3D. Aquesta organització va ser dissolta al 2009.
Els anys 2000 també van ser els més importants en quant al creixement dels eSports televisats. La cobertura televisiva es va establir en primer lloc a Corea del Sud, amb competicions regulars de StarCraft i Warcraft III que eren televisades en canals de televisió per cable dedicats les 24 hores als videojocs, com Ongamenet i MBCGame. Als altres llocs la covertura televisiva dels eSports va ser esporàdica. El canal de televisió alemany GIGA Television va televisar eSports fins al seu tancament al 2009. El canal de televisió per satèl·lit del Regne Unit XLEAGUE.TV va emetre competicions d'eSports des del 2007 fins al 2009. El canal online únicament d'Esports ESL TV va intentar posar en marxa un model de televisió de pagament al qual van anomenar GIGA II del juny del 2006 a la tardor del 2007. El canal francès Game One va retransmetre partides d'eSports en el programa Arena Online pel Trofeu Xfire. El canal americà ESPN va retransmetre competicions de Madden NFL en el programa Madden Nation des del 2005 al 2008. DirectTV va emetre el torneig Championship Gaming Series durant dures temporades als anys 2007 i 2008. La CBS va emetre imatges de les World Series of Video Games que es va celebrar al 2007 a Louisville, Kentucky. El canal de televisió G4 originalment només cobria videojocs, però va ampliar el seu catàleg per tal de cobrir també els temes tecnològics, encara que actualment ja no emet.
La popularitat i l'aparició dels serveis d'streaming online han ajudat al creixement dels eSports durant aquest període, i són la forma més usual de visionat dels tornejos d'eSports. Twitch, una plataforma d'streaming online que va sorgir al 2011, fa streamings de les competicions més populars d'eSports de manera rutinària. Durant el 2013, els usuaris de la plataforma van veure 12 bilions de minuts de vídeo en aquest servei, sent els jocs més visionats el League of Legends i el Dota 2. Durant un dia del torneig de The Intenational, Twitch va aconseguir un total de 4,5 milions de visites úniques, cada una de les quals van estar mirant el torneig durant un temps aproximat de dues hores.
El boom dels eSports moderns també s'ha vist beneficiat per les companyies de videojocs que tenen en compte el potencial dels eSports en els seus productes. Després de molts anys d'ignorar i a vegades suprimir l'escena dels eSports, Nintendo va organitzar el Wii Games Sumer 2010. Durant un mes més de 400.000 competidors van participar en el torneig, fent d'aquest el més gran de la història de la companyia. Al 2014 Nintendo va organitzar un torneig invitacional de Super Smash Bros, per Wii U un torneig competitiu en la conferencia de prensa Electronic Entertainment Expo (E3) que va ser retransmetre online per Twitch.
Els desenvolupadors de Halo, 343 Industries, va anunciar al 2014 els seus plans de reviure Halo com un eSport amb la creació del torneig Halo Championship Series amb un premi de 50.000 dòlars. Tant Blizzard Entertainment com Riot Games tenen els seus propis programes d'extensió universitaris amb el seu North American Collegiate Championship. Des del 2013 algunes universitats dels Estats Units com la Robert Morris University Illinois i la Universitat de Pikervill tenen reconeguts els jugadors d'eSports com una varietat d'esportistes i els ofereixen beques atlètiques.
Al 2014, la lliga independent d'eSports més gran, la Electronic Sports League, es va associar amb una marca local japonesa, la Japan Competitive Gaming, per tal d'intentar fer créixer els eSports en el país. L'audiència física de les competicions d'eSports als estadis i l'abast d'aquests esdeveniments han augmentat cada vegada més en els últims anys, així com l'audiència en línia. Al 2013 la Tercera Temporada del League of Legends World Championship varen tenir lloc al Staples Center de Los Angeles, on van vendre la totalitat de les seves entrades. Al 2014, la mateixa competició es va celebrar a Corea del Sud, a la ciutat de Seül, i van assistir més de 40.000 fans del videojoc, i la famosa banda americana d'Imagine Dragons van ser els encarregats de tocar durant la cerimònies tant d'obertura com de tancament.

## Qualificació com a esport

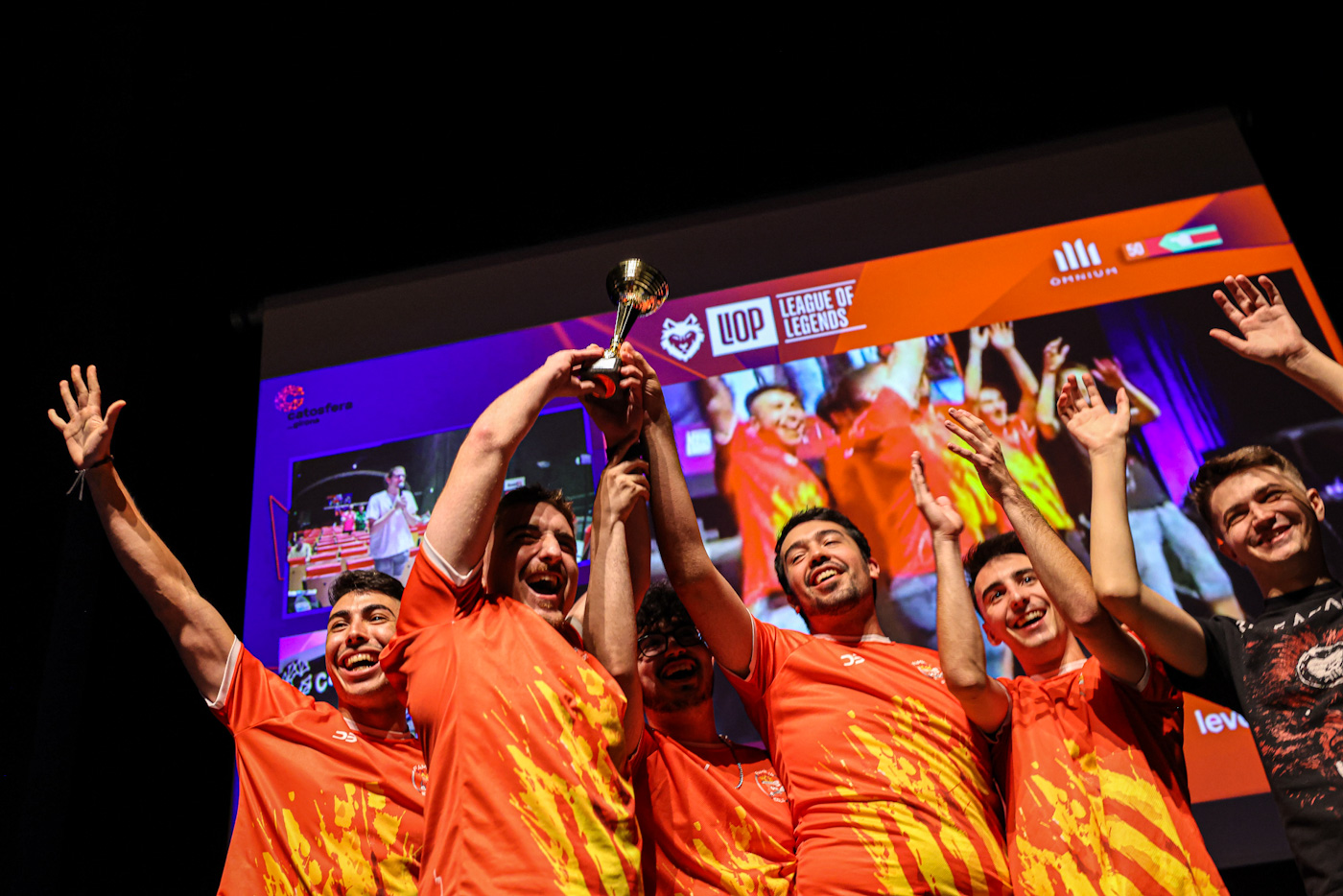
Copa Lleona E-sports Girona durant la Catosfera 2022.

Etiquetar els videojocs com un esport es un punt de debat important. Mentre que alguns veuen la popularitat creixent dels eSports com una justificació per designar alguns jocs esports, altres argumenten que els videojocs mai arribaran a tenir la categoria “d'esports de veritat”. La popularitat no és l'única raó per la qual classificar els eSports com un esport, sinó que alguns han argumentat que “l'acurada planificació, ritme precís i l'hàbil execució ” que requereixen fan que aquests es pugui classificar aquesta activitat com un esport, i a més es contrargumenta que no tots els esports tradicionals o no tradicionals requereixen d'esforç físic i d'àrees de joc a l'aire lliure.
Al 2013 en un episodi de Real Sports with Bryant Gumbel, un programa mensual sobre esports de la productora nord-americana HBO, el presentador es va riure obertament del tema. Un any després, al 2014, en una conferencia sobre tecnologia, quan se li va preguntar sobre la compra recent de la plataforma d'streaming Twitch, el president de la ESPN John Skipper va descriure als eSports com a “no un esport, sinó que són una competició”. A més, moltes de les comunitats de videojocs de lluita mantenen una distinció entre les seves competicions de videojocs i les altres competicions d'altres gèneres de videojocs més comercialment connectats als eSports. Al 2015 va tenir lloc el eSports World Championship organitzat per la Federació Internacional d'eSports, on es va fer un panell d'eSports que va tenir com a convidats persones de la societat internacional d'esports per discutir sobre el futur reconeixement dels eSports, legitimant l'activitat com un esport arreu del món. A nivell europeu al 2016, el govern francès va començar a treballar en un projecte per tal de regular i reconèixer els eSports.

## Jocs
Un gran nombre de jocs són populars entre els jugadors professionals de videojocs. Els tornejos van començar a aparèixer a la meitat dels anys 90, coincidint amb la creixent popularitat dels jocs de lluita i de tir en primera persona, gèneres que encara mantenen una enorme popularitat. Durant el segle xxi, els jocs d'estratègia en temps real van triomfar als locutoris de Corea del Sud, sent extremadament populars entre els jugadors. Anys més tard, al 2010, amb el llançament del mod Defensa dels Ancians, Warcraft III: El tron congelat, els videojocs multijugador en línia en camp de batalla van popularitzar-se com a eSports. Existeixen un gran nombre de competicions de diferents jocs i gèneres, sent actualment els jocs més populars dins dels eSports el Counter-Strike: Global Offensive, Call of Duty, Fortnite, League of Legends, Dota 2, Smite, Rocket League, World of Tanks, Heroes of the Storm, Hearthstone, Super Smash Bros. Melee i Starcraft II. El Hearthstone també va popularitzar els jocs de cartes col·leccionables digitals des del seu llançament oficial al 2014.

## Desenvolupament de videojocs
Article principal: desenvolupament de videojocs
Mentre que la majoria de videojocs s'han dissenyat perquè l'experiència del jugador sigui l'única prioritat, molts dels videojocs dins del món dels eSports han estat pensats per ser jugats professionalment des del principi. Els desenvolupadors de videojocs poden decidir incorporar als seus jocs característiques pròpies dels eSports, o fins i tot fer compromisos quant a disseny per tal de poder donar suport a la competició d'alt nivell del joc. Videojocs com StarCraft II, League of Legends o Dota 2 han estat dissenyats, com a mínim en gran part, per tal de jugar-los de manera professional.

### El mode espectador
A més de permetre als jugadors participar en el videojoc en concret, molt desenvolupadors de videojocs han inclòs característiques dedicades a l'observació en benefici als espectadors. Aquestes característiques van des de simplement permetre als jugadors veure les partides des del punt de vista del jugador que està competint, fins a una interfície altament modificada del joc que permet als espectadors tenir accés fins i tot a informació de la qual els jugadors competint no tenen. L'estat del joc vist des d'aquest punt de vista sol tenir un cert temps de retard per tal de prevenir que cap dels dos equips tingui una avantatge sobre l'altre. Alguns jocs que incorporen aquest mode són el Counter-Strike: Global Offensive, Call of Duty, Starcraft II i el Dota 2; per altra banda el Counter Strike i el League of Legends, només permeten el mode espectador en alguns modes de joc determinats. Com a resposta al llançament al 2016 dels equips de realitat virtual, alguns jocs, tals com el Dota 2, van actualitzar-se per tal de poder usar aquests equips en el mode espectador.

### Online
Un dels mètodes més comuns de connexió entre els jugadors és Internet. Els servidors dels jocs normalment es troben separats per regions, però les connexions d'alta qualitat permeten que els jugadors es puguin connectar en temps real amb altres jugadors de tot el món. Algunes desavantatges de les connexions online es que és extremadament difícil detectar les trampes en comparació amb els tornejos física, la latència de la xarxa, que pot afectar negativament al rendiment dels jugadors, sobretot a aquells que juguen a alts nivells de la competició. Gran part dels tornejos es fan online, sobretot en el cas de tornejos petits i partits amistosos.
Des de la dècada dels 90, els equips professionals o clans organitzats han arranjat partits a través de xarxes IRC (Internet Relay Chat) com QuakeNet. A mesura que els eSports s'anaven desenvolupant, també es va estandarditzar entre els jugadors l'ús de clients d'emparellament automatitzats ja integrats en el joc. Aquest sistema es va popularitzar a partir del llançament de Battle.net de Blizzard, que tenia integrades tant la saga de videojocs de Warcraft com la de Starcraft. Els sistemes d'emparellament automatitzats s'han tornat usuals entre els jocs de consola també, amb els serveis com el Xbox Live i el PlayStation Network. Després que els jugadors s'hagin trobat els uns amb els altres, el joc normalment s'administra a través d'un servidor del joc, ja sigui de manera remota per als dos jugadors, o sent un dels jugadors l'amfitrió.

### Xarxa d'àrea local
A més a més, les competicions a vegades també s'organitzen a través d'una xarxa d'àrea local o LAN. Una xarxa més petita permet als usuaris d'aquesta tenir un lag o retard dins d'aquesta menor o gairebé inexistent i amb una major qualitat. Com que en aquestes els jugadors han d'estar presents físicament, les LANs ajuden a assegurar el joc net, ja que permeten l'observació dels jugadors. Així doncs es prevenen gran part dels mètodes per fer trampes, com l'ús de hardware no autoritzat o de software de modificació del joc. La presència física dels jugadors també ajuda a crear una atmosfera més social en les trobades LAN. Molts jugadors usuals de videojocs organitzen trobades LAN o visites a locutoris, i la major part dels tornejos es fan en LANs.
Els jocs individuals també s'han anat acostant al suport LAN. Contràriament al StarCraft original, el StarCraft II es va llançar sense suport per la jugar en LAN, cosa que va provocar reaccions negatives per part dels jugadors. El League of Legends va ser un joc dissenyat només per a jugar online, però a l'octubre del 2012 va anunciar que farien un client LAN que seria l'utilitzat en els tornejos més importants. Al setembre del 2013, Valve va afegir la capacitat de jugar en una xarxa LAN al seu videojoc Dota 2 en una actualització del joc.

## Tornejos
Les competicions d'eSports normalment són esdeveniments presencials que tenen lloc en directe i davant d'una audiència. Aquestes competicions poden ser part d'un esdeveniment major, com la Dreamhack, o la competició pot ser el mateix esdeveniment, com el World Cyber Games. Els tornejos tenen diferents formats, però el més comú és l'eliminació directe o doble, algunes vegades combinat amb un sistema de lliga. Aquestes competicions solen tenir àrbitres o monitors oficials per evitar les trampes.
Encara que els tornejos de videojocs ja fa temps que existeixen, els eSports van patir una gran transició a finals dels anys 90. Començant amb la Lliga de Cyberatletes Professional al 1997, els tornejos es van anar fent més grans, i el patrocini d'empreses es va convertir en una pràctica habitual. L'increment d'espectadors tant en els esdeveniments en viu com a través d'internet, va introduir els eSports a una major audiència. Alguns dels tornejos més important són els World Cyber Games, la lliga Major League Gaming nord-americana, el Electronic Sports World Cup, amb seu a França, i el World e-Sports Games, que té lloc a Hangzhou, Xina.
Per a les competicions amb més nomenada, el premi en metàl·lic pot arribar a ser de milions de dòlars cada any. Al 10 de setembre de 2016, entre els 632 tornejos de Dota 2 registrats, van donar-se aproximadament 86 milions de dòlars en premis, i 23 jugadors van guanyar més d'un milió. Pel que fa al League of Legends va repartir aproximadament 30 milions de dòlars entre les 1749 competicions registrades, però a més dels premis en metàl·lic, els jugadors de la League of Legends Championship Series, tenen un sou independentment dels seus resultats. No obstant això, hi ha hagut crítiques sobre la distribució d'aquest salaris, ja que la majoria dels jugadors solen guanyar un salari bastant baix, però alguns jugadors amb més prestigi tenen un sou significativament més alt, esbiaixant la renda mitja per jugador.
Sovint, alguns desenvolupadors de videojocs ofereixen premis per a competir en el torneig directament, però el patrocini també pot provenir de tercers, generalment les companyies que venen perifèrics, begudes energètiques o programes informàtics. En general, els grans esdeveniments d'eSports no son rendibles. Per exemple, Riot ha declarat que la League of Legends Championship Series és “una inversió important de la qual no n’estem traient cap profit econòmic”.
Hi ha una considerable varietat i negociacions en les relacions entre els desenvolupadors de videojocs i els organitzadors de tornejos i locutors. Si bé els tornejos de Starcraft original van sorgir a Corea del Sud de manera independent de Blizzard, la companyia va decidir exigir als organitzadors i locutors que els seus tornejos estiguessin autoritzats per ells amb la sortida de Starcraft II. L'acord es va fer al 2012, i Blizzard exigeix que els tornejos amb premis superiors a 10.000 dòlars estiguin autoritzats per la companyia. Riot Games ofereix recompenses dins del joc per als tornejos autoritzats.
A nivell nacional s'ofereixen diferents propostes de tornejos organitzats dels eSports més emblemàtics per part de la Lliga de Videojocs Professional (LVP), la qual organitza lligues de League of Legends, Call of Duty, Fifa 17 i Rocket League en l'actualitat. En l'esdeveniment organitzat de la Gamergy se celebra la Final Cup, en el qual els equips millor posicionats en la lliga regular organitzada per la LVP, competeixen per intentar passar del nivell nacional a l'europeu, entrant en la qual podrien anomenar la “segona divisió” dels eSports, la Challenger Series.
Aquesta mateixa organització ha realitzat també un campionat d'eSports a Catalunya amb equips universitaris, junt amb Elite Gaming, i es van realitzar unes lligues tant de League of Legends com de Hearthstone on l'únic requisit per participar era estar matriculat a una universitat catalana. A nivell autonòmic també existeix l'Associació Catalana d'Esports Electrònics que organitza tornejos de Counter Strike, League of Legends, Hearthstone i Call of Duty, a més de fer promocions d'alguns youtubers de parla catalana.

## Equips i associacions
Els jugadors professionals o “pro gamers”, sovint estan associats a equips de videojocs o a associacions de videojocs més àmplies. Equips com OpTic Gaming, Evil Geniuses, Team SoloMid, Cloud9, Fnatic, Mineski, Counter Logic Gaming, SK Telecom T1, Splyce, Team EnVyUs, i Natus Vincere estan formats per diferents professionals de diversos jocs competitius. A més del premi per guanyar un torneig, els jugadors també cobren per separat un salari per part de l'equip. Els espònsors de l'equip cobreixen les despeses de desplaçament dels jugadors cap als tornejos o l'equipament gaming per poder jugar (ordinadors, teclats, ratolins, auriculars, micròfons...). Alguns dels espònsors més importants en el món del gaming inclouen companyies tals com Logitech o Razer. Els equips promocionen als seus espònsors a les seves pàgines web, amb publicitat en la seva samarreta i a les seves xarxes socials, on al 2016, els equips més grans tenien més d'1,27 milions de seguidors. Algunes associacions destacables en el món dels eSports inclouen a l'Associació Koreana d'e-Sports (KeSPA), la Federació Internacionals d'e-Sports (IeSF), l'Associació Britànica d'eSports, el Comité Internacional d'eGames (IEGC) i l'Associació Mundial d'eSports (WESA). Alguns atlètes d'esports tradicionals han mostrat interès en els eSports, com per exemple Rick Fox, propietari de l'equip Echo Fox, o Shaquille O’Neal, que va realitzar una inversió en NRG eSports. Alguns equips de futbol europeus també han començat a crear divisions d'eSports, tals com el Shalke 04 a Alemanya, el PSG eSports a França o el València CF o Baskonia a Espanya.

## Ètica
Els jugadors professionals estan obligats a comportar-se de manera ètica, respectant tant les normes específiques establertes per als diferents tornejos, associacions i equips així com a seguir les expectatives generals del joc net o fair play. Per exemple una pràctica estesa i considerada de bona educació es teclejar al xat del joc “gg” (bona partida, en anglès good game) tant quan s'ha guanyat com quan s'ha perdut la partida. Molts videojocs confien en què els competidors tenen una informació limitada sobre l'estat del joc. En un exemple de bona conducta, durant l'IEM del 2012 els jugadors de Starcraft II, Feast i DeMusliM van oferir voluntàriament informació sobre les seves sobre les seves estratègies per denegar la influència externa d'informació que es va filtrar de manera involuntària al jugador Feast durant el joc. En algunes lligues els jugadors han estat castigats per exercir una conducta inadequada. Al 2012 els jugador professional de League of Legends Christian “IWillDominate” Riviera va ser expulsat de la competició durant un any pel seu historial d'abusos verbals al xat del joc. Al 2013 el jugador professional Greg “Idra” Fields va ser acomiadat del seu equip Evil Geniuses per insultar els seus fans en els forums d'Internet de Team Liquid. Els jugadors del League of Legends Mithy i Nukeduck van rebre penalitzacions similars al 2014 després de comportar-se de manera poc adequada durant les partides.
El Team Siren, un equip del League of Legend exclusivament femení, es va formar el juny de 2013. L'anunci de la formació de l'equip va tenir certes crítiques, i finalment es va dissoldre després de ser considerat con un truc per atreure l'atenció dels homes. L'equip es va dissoldre en un mes a causa de la publicitat negativa generada pel seu vídeo promocional, així com per la mala actitud de la capitana de l'equip envers les seves companyes.
Hi ha hagut diverses violacions de les regles al llarg dels anys. Al 2010, deu jugadors de StarCraft: Brood Wars van manipular diferents partides pel seu propi benefici i van ser multats i se’ls va prohibit participar en competicions futures. Durant el 2012 MLG Summer Championship se’ls va denegar els diners del premi a Team Curse i Team Dignitas per col·lusió. Al 2012, es va multar a Azubu Frost amb 30.000 dòlars per fer trampes durant la semifinal dels playoffs per participar en els mundials de League of Legends. Es va suspendre l jugador del Dota 2 Aleksey “Solo” Berezin d'un cert nombre de tornejos per deixar-se guanyar intencionadament en una partida per tal de guanyar 322 dòlars en una pàgina web d'apostes. Al 2014 es va prohibir la participació en torneigs oficials a quatre jugadors nord-americans de Counter-Strike de renom, Sam “DaZeD” Marine, Braxton “swag” Pierce, Joshua “steel” Nissan i Keven “AZK” Lariviere, després de ser declarats culpables de col·lusió. Els quatre jugadors presumptament van guanyar 10.000 dòlars apostant en els seus partits arranjats.

### Drogues per la millora del rendiment
Hi ha hagut diversos informes sobre l'ús generalitzat de fàrmacs que milloren el rendiment (PED) en els eSports al llarg de la seva curta historia, amb jugadors discutint el seu propi ús, el dels seus companys i els dels seus rivals, així com el coneixement per part de les diferents companyies sobre aquest problema recurrent. Els jugadors sovint utilitzen estimulants com el Ritalin, l'Adderall o el Vyvanse, drogues que poden comportar un augment significatiu de la concentració, millorant així els temps de resposta dels jugadors i prevenint la fatiga.
El Selegiline, una droga utilitzada pel tractament del Parkinsonisme, resulta ser força popular, ja que millora l'estat d'ànim i la motivació del que la pren. De manera inversa, també s'utilitzen drogues amb efectes calmants. Alguns jugadors prenen propanol, que bloqueja els efectes de l'adrenalina i els manté més calmats a l'hora de jugar, o fins i tot Valium, que s'usa per tractar l'ansietat, per tal de mantenir la calma en situacions de pressió.
Segons Bjoern Franzen, un exexecutiu de SK Gaming, és normal pels jugadors de League of Legends prendre fins a tres tipus diferents de píndoles abans d'una competició. El juliol del 2015, Kory "Semphis" Friesen, un exjugador professional de l'equip Cloud9, va admetre que tant ell com els seus companys d'equip van prendre Adderall abans del seu enfrontament amb Virtus.pro en la ESL One Katowice del 2015 en el torneig de Counter-Strike: Global Offensive, i continuà dient que “tothom” en els tornejos de la Lliga ESEA utilitza Adderall.
L'ús no regulat d'aquestes drogues posa en un gran risc la salut dels competidors, incloent l'addicció, la sobredosi, el síndrome serotoninèrgica i, en el cas dels estimulants, la pèrdua de pes. Fins i tot les begudes energètiques de venda lliure que es comercialitzen específicament dirigides als jugadors de videojocs s'han hagut d'enfrontar al escrutini dels mitjans de comunicació i la reglamentació a causa de morts i hospitalitzacions provocades per l'ingestió de les begudes. Per això, tant l'Adderall com els altres tipus d'estimulants que produeixen efectes similars han estat prohibits i el seu ús és penalitzat per moltes lligues i equips professionals d'esports tradicionals, inclosa la Major League Baseball i el National Football League. Encara que la Federació Internacional d'eSports (IeSF) ha signat l'acord de l'Agència Mundial d'Antidopatge, l'òrgan rector no ha prohibit cap PED en les seves competicions sancionades. Tot i això sí que s'han pres mesures a nivell de lliga, almenys en una lliga major, la Electronic Sports League, que ha declarat que l'ús de qualsevol tipus de droga o la presa d'alcohol durant la participació en un dels partits poden suposar l'expulsió de la competició del jugador. Encara que no tots els jugadors utilitzen drogues per millorar el seu rendiment, sí que és comú l'ús de begudes energètiques tals com el Red Bull, GFuel i un gran assortiment de begudes amb altes dosis de cafeïna o píndoles energètiques.

### Explotació de jugadors
Hi ha hagut certes discussions sobre la qualitat de vida i el possible maltractament de jugadors per part de diferents organitzacions, sobretot a Corea del Sud. Les organitzacions coreanes han estat acusades de negar-se a pagar salaris competitius, portant als jugadors coreans a un èxode lent a altres mercats, tals com l'americà o l'europeu. En una entrevista, el jugador de League of Legends Bae “Dade” Eo-jin va declarar que “els jugadors coreans es desperten a la una del migdia i juguen fins a les cinc del matí”, i va suggerir que aquest horari de 16 hores de joc és un factor important que acaba causant el síndrome d'esgotament professional. Les preocupacions sobre la salut mental dels jugadors van incrementar-se al 2014 quan el jugador de League of Legends, Cheon “Promise” Min-Ki va intentar suïcidar-se després d'admetre que el seu mànager d'equip va arreglar diversos partits per tal que aquest guanyés grans sumes de diners en webs d'apostes.
Per combatre l'ambient negatiu, els equips coreans de League of Legends van rebre per part de Riot Games unes noves regles per la temporada 2015, en les quals s'estipulava un salari mínim per als jugadors professionals, així com l'obligació de que aquests disposessin de contractes i poguessin fer streaming de manera individual per tal que el jugador pogués obtenir uns ingressos extres.
Els jugadors han de fer-se càrrec dels seus propis tractaments i de pagar la seva pròpia assegurança mèdica, al contrari dels equips professionals d'esports tradicionals. Com que la majoria dels jocs competitius requereixen moltes accions per minut, alguns jugadors poden patir lesions per l'esforç repetitiu, causant dolor a la mà o en el canell.

### Economia
Lligues com la League of Legends Championship Series o la League of Legends Champions Korea ofereixen un salari fixe als seus jugadors. Tot i això, alguns jugadors prefereixen fer streaming online en alguna plataforma, ja que en alguns casos és més rendible que competir en un equip, i els streamers poder determinar el seu propi horari. El torneig The International recompensa els seus guanyadors amb 10 milions de dòlars, però aquells equips que no són capaços d'aconseguir el mateix èxit i no són capaços de guanyar aquests tornejos, sovint manquen d'estabilitat financera i acaben per dissoldre’s després de no aconseguir la victòria.
Al 2015 el SuperData Research va estimar que la indústria global dels eSports va generar prop dels 748,8 milions aquell any, sent Àsia el continent que més aporta al mercat dels eSports, generant 321 milions de dòlars, seguit per Nord-amèrica amb 224 milions de dòlars i d'Europa amb 172 milions de dòlars, generant la resta del món els 29 milions restants. Aquest mateix grup estima que els eSports generaran al 2018 uns 1,9 bilions de dòlars.
El nombre de dones que veuen els eSports, s'estima que al 2013 va ser del 30% del total d'espectadors d'eSports, creixent un 15% respecte l'any anterior. Tot i això, no hi ha hagut un increment correlatiu de dones en equips d'alt nivell competitiu d'eSports. Les principals jugadores femenines que estan involucrades en els eSports majoritàriament es veuen en els tornejos exclusivament femenins, especialment en els de Counter-Strike, Dead or Alive 4 i StarCraft II. Alguns d'aquests equips exclusivament femenins són Frag Dolls i PMS Clan.
La jugadora canadenca Zerg de StarCraft II Sacha “Scarlett” Hostyn va començar a guanyar popularitat en el classificatori obert d'IGN ProLeague 4, on va guanyar a jugadors coreans d'alt nivell. És coneguda per ser una de les poques jugadores capaces de competir al mateix nivell d'habilitat amb jugadors coreans masculins.
Al desembre del 2015, Kayla "Squizzay" Squires va convertir-se en la primera jugadora femenina de Call of Duty a convertir-se en professional després de classificar-se pel Call of Duty World League en la regió d'Austràlia.

## Mitjans d'informació

### Cobertura de notícies
El principal mitjà de comunicació per la reproducció dels eSports és Internet. Normalment en els informatius televisius generals la informació sobre els eSports és més aviat escassa, recaient la seva cobertura en unes poques organitzacions especialitzades en la tecnologia o els videojocs. Algunes d'aquestes organitzacions independents són Esports Heaven, RankR eSports, Esports Nation (ESN) o ESFI World.
Altres fonts d'informació típiques són les webs de desenvolupadors de videojocs, les webs d'equips professionals d'eSports, i altres comunitats webs independents. Tot i això, en el 2010, webs d'esports i notícies convencionals, tals com ESPN, Yahoo!, Sport1, Kicker i Aftonbladet van començar a emetre notícies relatives als eSports. Pel que fa al panorama espanyol, diaris com Marca han començat a publicar notícies referents als eSports tant nacionals com internacionals en les seves versions digitals(referencia marca esports).
En els tornejos d'eSports normalment s'utilitzen comentaristes o “casters” que fan un comentari en viu del joc que s'està mostrant, de manera similar a un comentarista esportiu tradicional. pels comentaristes més populars, comentar eSports pot ser un treball a temps complert.

### Streaming en viu per Internet
Majoritàriament els tornejos d'eSports es poden veure online a través d'internet. Quan al 2013 es va tancar el servei de streaming Own3d, Twitch va resultar ser la plataforma de streaming més popular per veure eSports, competint amb altres proveïdors com Hitbox.tv, Azubu i Youtube Gaming, arribant a la xifra de 1,7 milions de visites úniques a Twitch durant la Dreamhack d'hivern del 2011. Mentre que la cobertura d'aquests esdeveniments en viu normalment és la que dona major nombre d'espectadors, la recent popularitat dels serveis de streaming ha permès que particulars puguin emetre el seu propi gameplay o la seva pròpia experiència de joc. Els emissors particulars poden arribar a un acord amb Twitch o Hitbox en els quals ells reben una part dels guanys que es deriven dels anuncis emesos en la plataforma de streaming que utilitzin durant el seu temps d'emissió.
Una altra plataforma de streaming de gran importància va ser la Major League Gaming's MLG.tv. Aquesta companyia, que s'especialitzava en Call of Duty, però també proveïa contingut d'altres títols, va veure com la seva popularitat creixia un 1376% en el visionat de MLG.tv en Q1 del 2014. L'emissió al 2014 de Call of Duty: Ghosts dels X Games al MLG va aconseguir 160.000 visites úniques. La plataforma, de la mateixa manera que Twitch, permet que els usuaris emetin ells mateixos la seva experiència de joc, encara que només uns quants individus seleccionats poden fer-ho. Durant diversos anys, MLG.tv va ser la plataforma de streaming principal per l'escena professional de Call of Duty; jugadors famosos d'aquest joc tals com NaDeSHot i Scump van signar contractes amb la companyia per utilitzar el seu servei de streaming de manera exclusiva. El gener del 2016, Activision Blizzard va adquirir la plataforma de MLG. Youtube també va estrenar una plataforma de streaming dedicat als jocs en viu i els eSports en aquell any.
Al desembre del 2016, Riot Games va anunciar un tracte amb la divisió tecnològica MLB Advanced Media BAM Tech per distribuir i monetitzar les emissions de tornejos de League of Legends durant el 2023. BAM Tech pagarà a Riot com a mínim 300 milions de dòlars a Riot per any, així com el repartiment dels ingressos per publicitat.

### Televisió
Especialment des de la popularització del streaming d'eSports, les organitzacions ja no prioritzen la cobertura dels tornejos en televisió, sinó que prefereixen les webs de streaming online tals com Twitch.tv. Ongamenet continua emetent eSports en un canal a Corea del Sud, però MBCGame va deixar d'emetre al 2012. El treballador de Riot Dustin Beck va declarar que “la televisió no és una prioritat o una meta”, i Tomas Hermansson de la DreamHack va dir que “els eSports han demostrat que poden ser exitosos només amb el streaming a través d'internet”.
Durant la nit abans de les finals de The International del 2014 a l'agost, l'ESPN3 va emetre un especial de mitja hora sobre el torneig. Al 2015, l'ESPN2 va emetre Heroes of the Dorm, les grans finals del torneig universitari de Heroes of the Storm. El primer classificat, l'equip de la Universitat de California, Berkeley, va rebre una beca per a cada un dels membres de l'equip, pagada per Blizzard i Tespa. A més els quatre primers classificats van guanyar nous perifèrics gaming i nous ordinadors. Aquesta va ser la primera vegada que un torneig d'eSports es va emetre en una cadena de televisió americana gran. L'emissió va ser un intent de fer arribar a més gent l'atractiu dels eSports fent que televidents que normalment no veurien la competició se la trobessin a la televisió. Tot i això l'emissió va rebre algunes queixes. Aquells que vivien fora dels Estats Units no van poder veure el torneig, i a més el torneig no es podia veure a través de plataformes de streaming, fent que una gran quantitat d'espectadors de la mateixa regió tampoc veiessin l'emissió.
Al setembre del 2015, Turner Broadcasting es va associar amb WME/IMG. Al desembre del mateix any, les companyies associades van anunciar dues temporades de ELeague, una lliga del joc Counter-Strike: Global Offensive amb base a nord-americà que incloïa quinze equips d'arreu del món que competien per un premi de 1.200.000 dòlars. El torneig, gravat als estudis de Turner, va ser streamejat de manera simultània en un servei de streaming online i en TBS en les nits dels divendres.
El gener del 2016, Activision Blizzard, creadors de les sagues de Call of Duty i StarCraft, va adquirir la Major League Gaming. En una entrevista amb el New York Times sobre la compra, el CEO d'Activision Blizzard, Robert Kotick va explicar que la companyia aspirava a crear un canal de televisió per cable dedicat als eSports, que va descriure com a “la ESPN dels videojocs”. Sentia que les produccions de més qualitat, més en la línia d'aquelles emissions d'esports tradicionals, podria ajudar a ampliar l'interès dels anunciants en els eSports. Activision Blizzard va contractar l'antic executiu de ESPN i NFL Network Steve Bornstein per ser els CEO de la divisió d'eSports de la companyia.
TV2, la cadena de televisió privada més gran de Noruega, emet eSports a tot el país. A més es va associar amb una organització local noruega, House of Nerds per tal de portar una temporada completa d'eSports competitius amb una producció inicial de Counter-Strike: Global Offensive, League of Legends, i StarCraft II.
A l'abril del 2016, Big Ten Network va anunciar una col·laboració amb Riot per realitzar un torneig invitacional de League of Legends entre dues universitats des de la Big Ten Conference, com a part del torneig universitari de Riot al PAX East. Al 17 de gener del 2017, Big Ten Network i Riot van anunciar que realitzarien una temporada més llarga de conferències competitives que inclourien deu de les escoles de Big Ten.
Pel que fa a la retransmissió d'eSports a nivell nacional, al 2017 es va començar a emetre diverses competicions d'eSports en un canal de Movistar+ dedicat exclusivament als eSports. En aquest es preveu que durant el 2017 es puguin veure un total de 13 tornejos durant l'any d'unes 25 hores de cobertura màxima per cada un d'aquests. A més d'aquest canal especialitzat, tant Movistar Deportes 1 com Movistar Deportes 2 gaudiran d'amplis espais de temps dedicats als esports electrònics amb reportatges, entrevistes, notícies… A més, en l'informatiu diari Minuto #0, emès en un dels canals principals, es donaran les notícies més importants en relació al món dels eSports.